# Lelbach (Korbach)
Lelbach ist ein Stadtteil der Kreis- und Hansestadt Korbach im nordhessischen Landkreis Waldeck-Frankenberg.

## Geographische Lage
Lelbach liegt im Westteil Nordhessens auf der Waldecker Tafel. Es befindet sich direkt am Ostrand des Naturparks Diemelsee etwa 4 km (Luftlinie) nordwestlich des Zentrums der Korbacher Kernstadt. Nördlich des 425 m hoch gelegenen Dorfs erhebt sich der Homberg (531 m), und zwischen beiden fließt etwa in Nordwest-Südost-Richtung der durch Korbach verlaufende Kuhbach.
Lelbach liegt am Abschnitt Rhena–Korbach der Bundesstraße 251, von der dort die Kreisstraße 58 nach Lengefeld abzweigt. Hindurch verläuft etwa die Bahnstrecke Wega–Brilon Wald (Uplandbahn) mit naher Haltestelle „Rhena-Lelbach“ westlich der Ortschaft.

## Geschichte

### Überblick
980 wird Lelbach als Lellibechi in einer Urkunde erstmals genannt. Diese Urkunde ist ein Tauschvertrag zwischen Kaiser Otto II. und dem Abt des Reichsstifts Corvey. Der Kaiser erhielt die Marken Meginrichesdorf und Memleben und gab dafür aus dem Reichsbesitz im Ittergau: Lellibechi (Lelbach), Reho (Rhena) und Curbechi (Korbach) sowie drei andere Ortschaften, die später zu Wüstungen wurden.
Zum 1. Oktober 1971 wurde die bis dahin selbständige Gemeinde Lelbach im Zuge der Gebietsreform in Hessen auf freiwilliger Basis als Stadtteil in die Kreisstadt Korbach eingemeindet. Die Gemeinde Lelbach hatte eine Gemarkungsfläche von 5,15 km². Für Lelbach, wie für alle eingegliederten ehemals eigenständigen Gemeinden von Korbach, wurden Ortsbezirke mit Ortsbeirat und Ortsvorsteher nach der Hessischen Gemeindeordnung gebildet.

### Verwaltungsgeschichte
Die folgende Liste zeigt im Überblick die Herrschaftsgebiete und Staaten, in denen Lelbach lag, und deren nachgeordnete Verwaltungseinheiten, denen es unterstand:
- 980: Ittergau, in der Grafschaft des Grafen Asicho (in pago Nihthere et in comitatu Asichonis comitis)
- vor 1712: Heiliges Römisches Reich, Grafschaft Waldeck, Amt Eisenberg
- ab 1712: Heiliges Römisches Reich, Fürstentum Waldeck, Amt Eisenberg
- ab 1806: Fürstentum Waldeck, Amt Eisenberg
- ab 1816: Fürstentum Waldeck, Oberamt des Eisenbergs
- ab 1850: Fürstentum Waldeck-Pyrmont (ab 1848), Kreis des Eisenbergs
- ab 1867: Fürstentum Waldeck-Pyrmont (Akzessionsvertrag mit Preußen), Kreis des Eisenbergs
- ab 1871: Deutsches Reich, Fürstentum Waldeck-Pyrmont, Kreis des Eisenbergs
- ab 1919: Deutsches Reich, Freistaat Waldeck, Kreis des Eisenbergs
- ab 1929: Deutsches Reich, Freistaat Preußen, Provinz Hessen-Nassau, Regierungsbezirk Kassel, Kreis des Eisenbergs
- ab 1942: Deutsches Reich, Freistaat Preußen, Provinz Hessen-Nassau, Regierungsbezirk Kassel, Landkreis Waldeck
- ab 1944: Deutsches Reich, Freistaat Preußen, Provinz Kurhessen, Landkreis Waldeck
- ab 1945: Deutsches Reich, Amerikanische Besatzungszone, Groß-Hessen, Regierungsbezirk Kassel, Landkreis Waldeck
- ab 1946: Deutsches Reich, Amerikanische Besatzungszone, Hessen, Regierungsbezirk Kassel, Landkreis Waldeck
- ab 1949: Bundesrepublik Deutschland, Hessen, Regierungsbezirk Kassel, Landkreis Waldeck
- ab 1971: Bundesrepublik Deutschland, Hessen, Regierungsbezirk Kassel, Landkreis Waldeck, Stadt Korbach
- ab 1974: Bundesrepublik Deutschland, Hessen, Regierungsbezirk Kassel, Landkreis Waldeck-Frankenberg, Stadt Korbach

## Einwohnerentwicklung
Quelle: Historisches Ortslexikon
| • 1541: | 5 Häuser                 |
| • 1620: | 14 Häuser                |
| • 1650: | 14 Häuser                |
| • 1738: | 24 Häuser                |
| • 1770: | 26 Häuser, 168 Einwohner |

| Lelbach: Einwohnerzahlen von 1770 bis 2020 | Lelbach: Einwohnerzahlen von 1770 bis 2020 | Lelbach: Einwohnerzahlen von 1770 bis 2020 | Lelbach: Einwohnerzahlen von 1770 bis 2020 | Lelbach: Einwohnerzahlen von 1770 bis 2020 |
| --- | ------------------------------------------ | ------------------------------------------ | ------------------------------------------ | ------------------------------------------ |
| Jahr |                                            |                                            |                                            | Einwohner                                  |
| 1770 | 1770                                       |                                            | 168                                        | 168                                        |
| 1800 | 1800                                       |                                            | ?                                          | ?                                          |
| 1834 | 1834                                       |                                            | 205                                        | 205                                        |
| 1840 | 1840                                       |                                            | 191                                        | 191                                        |
| 1846 | 1846                                       |                                            | 177                                        | 177                                        |
| 1852 | 1852                                       |                                            | 209                                        | 209                                        |
| 1858 | 1858                                       |                                            | 199                                        | 199                                        |
| 1864 | 1864                                       |                                            | 212                                        | 212                                        |
| 1871 | 1871                                       |                                            | 210                                        | 210                                        |
| 1875 | 1875                                       |                                            | 212                                        | 212                                        |
| 1885 | 1885                                       |                                            | 232                                        | 232                                        |
| 1895 | 1895                                       |                                            | 227                                        | 227                                        |
| 1905 | 1905                                       |                                            | 218                                        | 218                                        |
| 1910 | 1910                                       |                                            | 232                                        | 232                                        |
| 1925 | 1925                                       |                                            | 253                                        | 253                                        |
| 1939 | 1939                                       |                                            | 252                                        | 252                                        |
| 1946 | 1946                                       |                                            | 317                                        | 317                                        |
| 1950 | 1950                                       |                                            | 330                                        | 330                                        |
| 1956 | 1956                                       |                                            | 292                                        | 292                                        |
| 1961 | 1961                                       |                                            | 310                                        | 310                                        |
| 1967 | 1967                                       |                                            | 345                                        | 345                                        |
| 1971 | 1971                                       |                                            | 384                                        | 384                                        |
| 1980 | 1980                                       |                                            | 605                                        | 605                                        |
| 1990 | 1990                                       |                                            | 578                                        | 578                                        |
| 1995 | 1995                                       |                                            | 542                                        | 542                                        |
| 2000 | 2000                                       |                                            | 618                                        | 618                                        |
| 2005 | 2005                                       |                                            | 623                                        | 623                                        |
| 2010 | 2010                                       |                                            | 629                                        | 629                                        |
| 2011 | 2011                                       |                                            | 618                                        | 618                                        |
| 2015 | 2015                                       |                                            | 625                                        | 625                                        |
| 2020 | 2020                                       |                                            | 617                                        | 617                                        |
| Datenquelle: Historisches Gemeindeverzeichnis für Hessen: Die Bevölkerung der Gemeinden 1834 bis 1967. Wiesbaden: Hessisches Statistisches Landesamt, 1968. Weitere Quellen: LAGIS; Stadt Korbach; Zensus 2011 |                                            |                                            |                                            |                                            |

## Religion

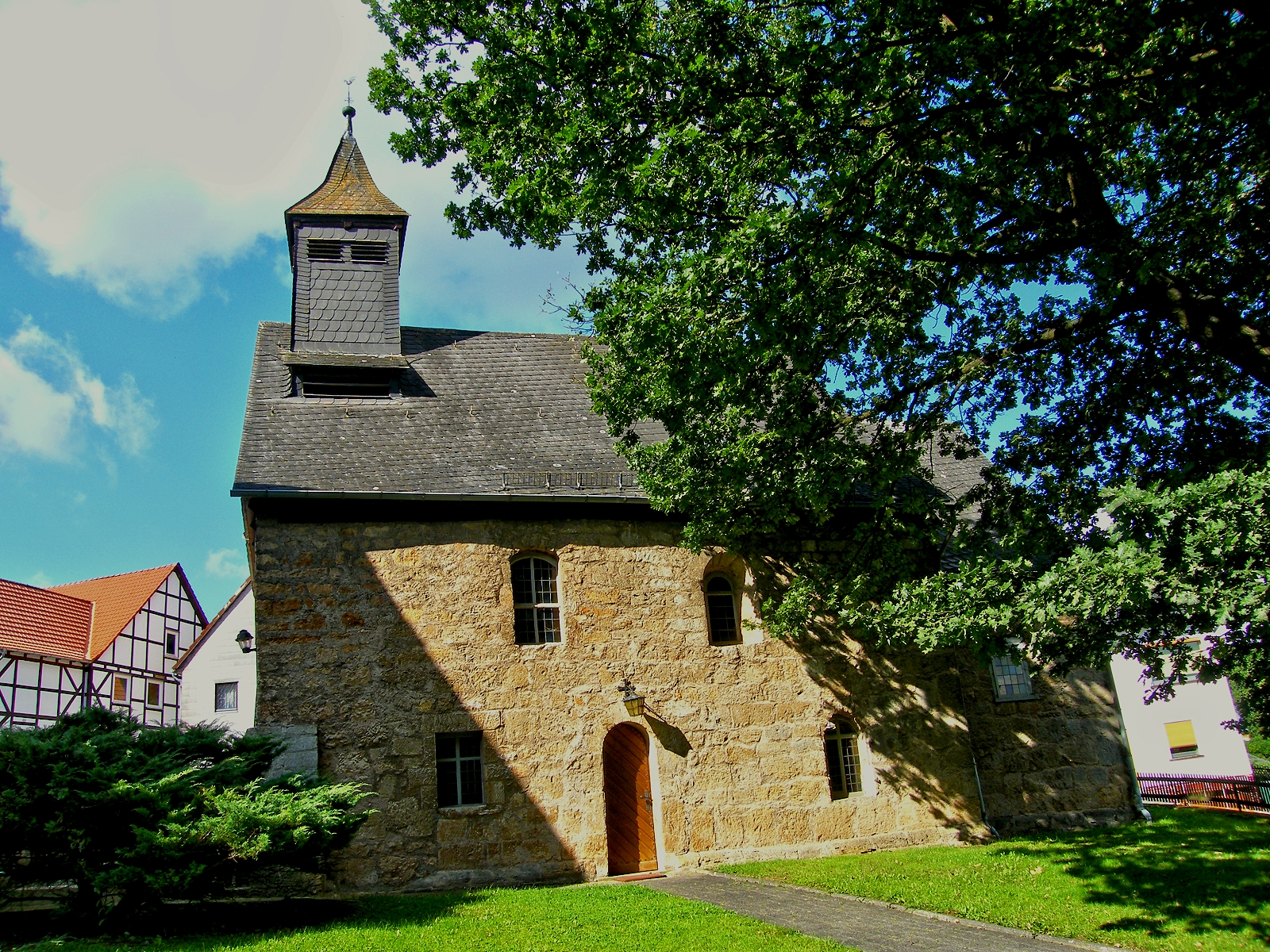
Dorfkirche Lelbach

Die romanische Kirche wurde erstmals 1229 urkundlich erwähnt. Sie war als Kapelle dem Heiligen St. Nikolaus geweiht. Die Glocke wurde um 1298 gegossen; sie ist eine der ältesten im Waldecker Land. Das Mauerwerk im Norden und Süden, der Triumphbogen und ein Fenster an der Südseite stammen noch aus der Entstehungszeit. Im Inneren deuten mächtige Wandvorlagen auf ein ehemaliges Gewölbe hin. Erhalten ist die Kirchenvorsteherbank mit Inschriften aus dem 17. Jahrhundert. Die Orgel stammt aus dem Jahre 1890, sie gehört heute zu den wenigen erhaltenen Instrumenten, die die Firma Vogt damals im Waldecker Land baute. 1979 wurde die Kirche umfassend renoviert.
Die Grafschaft Waldeck führte ab 1526 in ihrem Gebiet die Reformation ein. Im Jahr 1885 waren von den 150 Einwohnern Lelbachs 148 evangelisch, was 98,7 % entspricht, zwei Einwohner waren katholisch (1,3 %). 1961 wurden 154 evangelische (96,3 %) und drei katholische (0,7 %) Christen gezählt.